# Monte Bonvei
Il monte Bonvei è un rilievo vulcanico situato nella Sardegna nord orientale. Raggiunge un'altezza di 432 m e si trova interamente in territorio di Mara.
Il monte ospitava sulla sommità l'omonimo castello, un fortilizio risalente al periodo giudicale del quale sono visibili tuttora alcuni ruderi. Alle sue falde è inoltre presente un nuraghe.